# Óvalo de Gangneung
El Óvalo de Gangneung (Coreano: 강릉 스피드 스케이팅 경기장) es una pista de patinaje de velocidad en Corea del Sur. La pista albergó las competiciones de patinaje de velocidad en los Juegos Olímpicos de Pieonchang 2018 y también en los Juegos Olímpicos de la Juventud de Gangwon 2024.
La construcción del óvalo se inició en septiembre de 2013. El lugar consta de una pista doble de 400 metros y tiene una capacidad de 8000 asientos.

## Récords de la pista

### Hombres
| Evento                  | Tiempo   | Nombre                                                  | País         | Fecha                 | Ref.  |
| ----------------------- | -------- | ------------------------------------------------------- | ------------ | --------------------- | ----- |
| 500 metros              | 34,41    | Håvard Holmefjord Lorentzen                             | Noruega      | 19 de febrero de 2018 | [ 3 ] |
| 1000 metros             | 1:07,95  | Kjeld Nuis                                              | Países Bajos | 23 de febrero de 2018 | [ 4 ] |
| 1500 metros             | 1:44,01  | Kjeld Nuis                                              | Países Bajos | 13 de febrero de 2018 | [ 5 ] |
| 3000 metros             | 3:38,64  | Sven Kramer                                             | Países Bajos | 5 de febrero de 2018  | [ 6 ] |
| 5000 metros             | 6:06,82  | Sven Kramer                                             | Países Bajos | 9 de febrero de 2017  | [ 7 ] |
| 10000 metros            | 12:38,89 | Sven Kramer                                             | Países Bajos | 11 de febrero de 2017 | [ 8 ] |
| Persecución por equipos | 3:37,08  | Håvard Bøkko Simen Spieler Nilsen Sverre Lunde Pedersen | Noruega      | 21 de febrero de 2018 | [ 9 ] |

### Mujeres
| Evento                  | Tiempo  | Nombre                             | País           | Fecha                 | Ref.   |
| ----------------------- | ------- | ---------------------------------- | -------------- | --------------------- | ------ |
| 500 metros              | 36,94   | Nao Kodaira                        | Japón          | 18 de febrero de 2018 | [ 10 ] |
| 1000 metros             | 1:13,56 | Jorien ter Mors                    | Países Bajos   | 14 de febrero de 2018 | [ 11 ] |
| 1500 metros             | 1:54,08 | Heather Bergsma                    | Estados Unidos | 12 de febrero de 2017 | [ 12 ] |
| 3000 metros             | 3:59,05 | Ireen Wüst                         | Países Bajos   | 9 de febrero de 2017  | [ 13 ] |
| 5000 metros             | 6:50,23 | Esmee Visser                       | Países Bajos   | 16 de febrero de 2018 | [ 14 ] |
| Persecución por equipos | 2:53,89 | Ayano Sato Miho Takagi Nana Takagi | Japón          | 21 de febrero de 2018 | [ 15 ] |